# Regni Ierosolimitani brevis hystoria
Le Regni Ierosolimitani brevis hystoria (« Histoire brève du royaume de Jérusalem »), souvent abrégé en Brevis historia, est une histoire latine anonyme du royaume de Jérusalem depuis sa fondation jusqu'aux environs de 1193, avec une brève continuation par Jacopo Doria (it) qui raconte l'histoire du royaume jusqu'en 1291. À la demande de Doria, une copie de l'œuvre a été placée dans les archives de la république de Gênes en 1294. Cette copie survit jusqu'à nos jours, ainsi qu'une copie du XVe siècle. Il existe également une traduction anglaise basée sur l'édition latine de Luigi Tommaso Belgrano (it).
L'auteur du Brevis historia cite les Annales et le De libératione civitatum orientis de Caffaro, auxquels il semble considérer son travail comme un supplément. Certains de ses éléments semblent provenir de Guillaume de Tyr et il partage des détails avec la continuation de Guillaume connue sous le nom d'estoire d'Eracles. D'autres documents sont uniques et peuvent provenir de sources orales, telles que des voyageurs génois en Terre sainte, ou des rapports de lettres envoyés par les Génois en Terre sainte.
La première partie de l'histoire, ainsi que la poursuite de Doria, se concentrent principalement les généalogies et les mariages. Les règnes d'Amaury Ier (1162-1174) et de Baudouin IV (1174-1185) forment la partie centrale du récit et sont plus détaillés. La chronique originale commence par décrire comment Godefroy de Bouillon « a été choisi comme roi et seigneur » après la prise de Jérusalem en 1099 et se termine par décrire comment le prince Bohémond III d'Antioche a hérité du comté de Tripoli et l'a transmis à son fils Bohémond IV en 1189. Ensuite, le continuateur déclare que « ce qui suit n'a pas été écrit dans le livre, mais moi, Jacopo Doria, l'a brièvement reproduit sous forme écrite telle que je l'ai découvert à partir de sources fiables ». Un notaire, Guglielmo de Caponibus, indique ensuite comment la chronique a été placée dans les archives en 1294
L'auteur du Brevis historia n'est pas connu. Il a peut-être été l'un des Génois dans la bataille de Hattin en 1187, dans l'expédition de Conrad de Montferrat ou de la troisième croisade. Il a une haute opinion du comte Raymond III de Tripoli et une mauvais opinion du maître du Templier Gérard de Ridefort. Il a été proposé qu'il est pu être Oberto Doria, le frère de Jacopo.